# Richard Langley (cónego)
Richard Langley DD (1563 - maio de 1615) foi director do Eton College de 1591 - 1611 e um cónego de Windsor por alguns dias em 1615.

## Carreira
Ele foi King's Scholar no Eton College e educado no King's College, Cambridge, onde graduou-se BA em 1585, MA em 1588, BD em 1595 e DD em 1607.
Ele foi nomeado:
- Director do Eton College 1591-1611
- Reitor de Horton, Buckinghamshire
- Reitor de Paglesham and Latchingdon, Essex 1608 - 1615

Ele foi nomeado para a terceira bancada na Capela de São Jorge, Castelo de Windsor em 1615, mas morreu poucos dias após a sua nomeação.